# The Two Mrs. Nahasapeemapetilons
"The Two Mrs. Nahasapeemapetilons" är det sjunde avsnittet från säsong 9 av Simpsons och sändes 16 november 1997 på Fox. Avsnittet skrevs av Richard Appel och regisserades av Steven Dean Moore. I avsnittet är det dags för Apu Nahasapeemapetilon sitt arrangerade giftermål med Manjula, för att undvika äktenskapet får han sin mor att tro att han är redan gift med Marge Simpson.

## Handling
Under en auktion tillförmån för brandkåren i Springfield auktionerar man ut en dejt med Springfields ungkarlar men ingen bjuder på ungkarlarna, Marge lyckas då få Apu att auktionera ut sig för en kväll och ett gäng singelkvinnor bjuder 926 dollar för en kväll med Apu. Han går ut med kvinnorna och inser att han inte har ett så dåligt liv som han trodde. Några dagar senare får han ett brev från sin mor som bor kvar i Indien och berättar att det dags för hans arrangerade äktenskap med Manjula. Apu inser att han inte vill gifta sig och söker råd hos Homer. Homer föreslår att Apu lurar sin mor att han redan är gift med Marge och kan därför inte gifta sig med en till. Apu ringer sin mamma och berättar att han är redan är gift, men det får henne att åka till USA för att träffa Apus fru.
För att inte avslöja sanningen om äktenskapet måste Marge låtsas vara Apus fru medan Homer sover över hos sin pappa på ålderdomshemmet. Marge gillar inte idén men går med på det. Apus mamma gillar inte Marge och då hon får reda på att hon har tre barn med Apu blir hon ännu mera sur. Apus mamma inser dock snart att hon får acceptera Apus fru och han därför inte kan gifta sig med Manjula. Under tiden tror alla på ålderdomshemmet att Homer är den nyinflyttade Cornelius Talmidge men då den riktiga Cornelius efter några dagar flyttar in flyr Homer från ålderdomshemmet och flyttar tillbaka hem till Marge. Då Homer och Marge ligger i sängen gör Apus mamma ett oväntat besök i sovrummet för att säga adjö till Marge och Apu. Detta gör att Apu berättar sanningen, han har lurat henne, detta resulterar att det blir bröllop till Apus förtvivlan. Bröllopet hålls i trädgården hemma hos Simpsons, Apu är deprimerad men då han första gången ser Manjula på flera år, inser han hur vacker hon är och blir kär i henne. Manjula är också skeptiskt men blir också kär i Apu då hon ser honom. Bröllopet genomförs och de gifter sig efter att Homer klädde ut sig till Ganesha och misslyckades att stoppa bröllopet.

## Produktion
Idén till avsnittet kom från Richard Appel flera år före manusarbetet börjades. Då Mike Scully börjar jobba som showrunner bestämde han sig för att göra Appels idé till ett avsnitt. Idén att Homer övernattar några nätter på ålderdomshemmet kom från Scully som haft idén i flera år.
Auktionen skrivs in i manuset för att visa att Apu är enda populära ungkaren i Springfield. I avsnittet ger man Apu flera nya frisyrer, tre av dessa klipptes bort på grund av tidsbrist i avsnittet. Scenen då Apus mor ramlar omkull innan hon träffar Apu i hans butik är en referens till en man som Moore en gång såg falla på ungefär samma sätt. Den lades till för i avsnittet för att ge Apu och Homer mer tid att tänka ut en plan. Innan bröllopet tänder Bart en brasa med papper från psalmboken, från början var det tänkt att det skulle vara bibeln men det ansågs för hemskt.
Andrea Martin spelade in rösterna som Apus mamma i New York. Innan inspelningen lyssnade hon på Hank Azarias repliker som Apu för att göra en parodi på rösten. Under tillbakablicken från Apus barndom visade de inte bilden på Manjula eftersom de ville vänta till slutet av avsnittet innan man fick se en bild på henne. Under arbetet med avsnittet läste författarna på om hinduiska bröllop men få saker togs med då de inte kunde få fram skämt om det. Steven Dean Moore försökte använda så många saker från Indien som möjlighet när han regisserade avsnittet.

## Kulturella referenser
Låten "Hot Blooded" spelas då Apu dansar Riverdance. En indisk version av "(They Long to Be) Close to You" spelas under bröllopet, och den sjöngs av indiska sångare medan Alf Clausen skrev musiken. Scenen då Moe går upp på scenen och  lämnar den direkt är en hänvisning till en händelse med Redd Foxx under en föreställning i Las Vegas.

## Mottagande
Avsnittet hamnade på plats 22 över mest sedda program under veckan med en Nielsen rating på 11.6 vilket ger 11,4 miljoner hushåll och det tredje mest sedda programmet på Fox under veckan. Todd Gilchrist från IGN anser att avsnittet är en av hans favoriter från säsong 9, och Warren Martyn och Adrian Wood skriver i I Can't Believe It's a Bigger and Better Updated Unofficial Simpsons Guide att avsnittet är en bra och roligt avsnitt. Ian Jones och Steve Williams har kritiserat avsnittet för sin bild av hindiska bröllop.
Avsnittet har studerats i "The Simpsons Global Mirror" på University of California Berkeley för att behandla frågor av produktionen och mottagandet av kulturföremål, i detta fall i en satirisk tecknad show.